# Tribute in Light

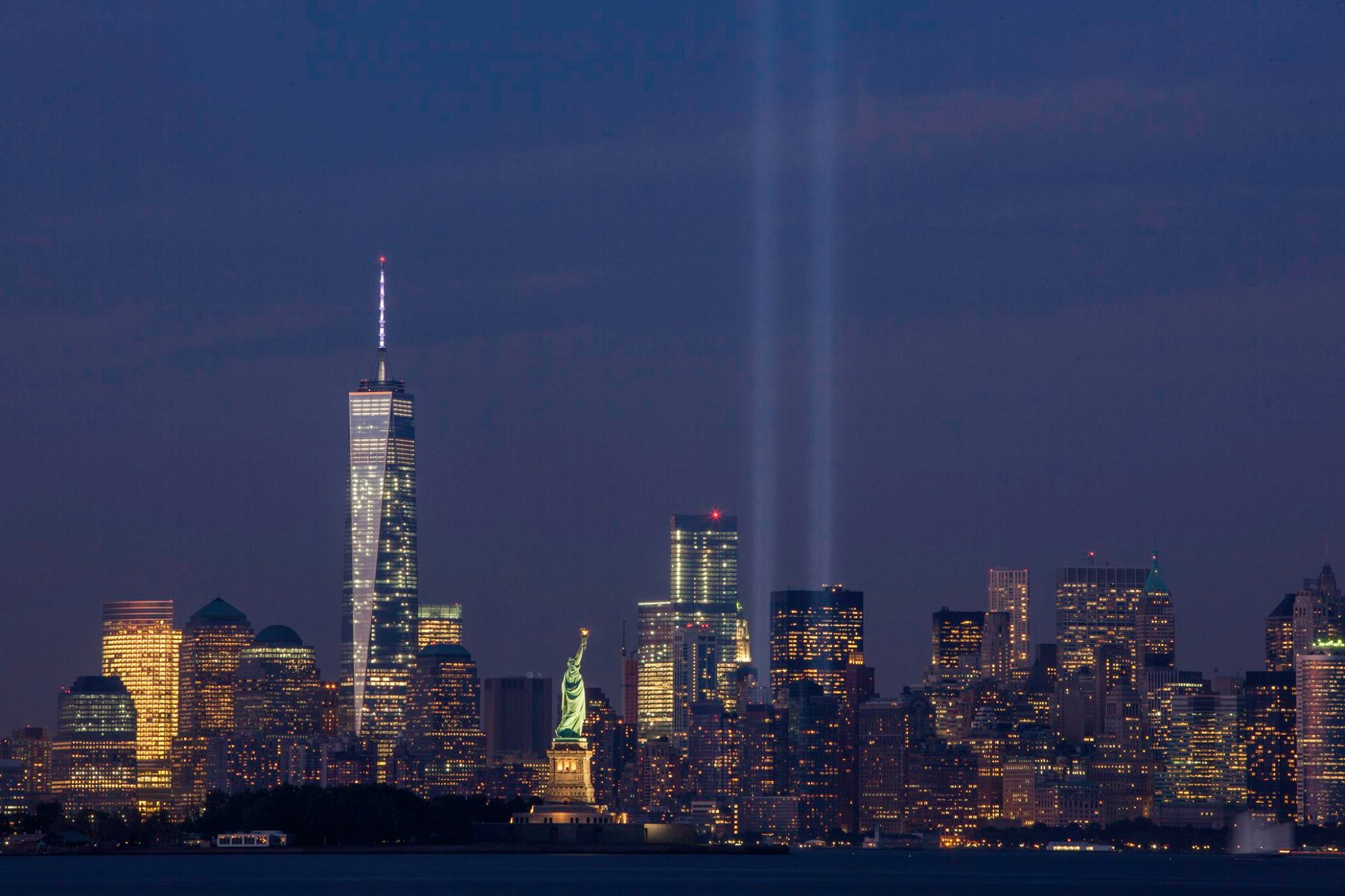
En 2014, vistos desde Bayonne (Nueva Jersey). Aquí, el Tribute in Light no se sitúa en la antigua ubicación de las Torres Gemelas, sino que se proyecta desde más al sur, como podemos comprobar por la situación del One World Trade Center a la izquierda.

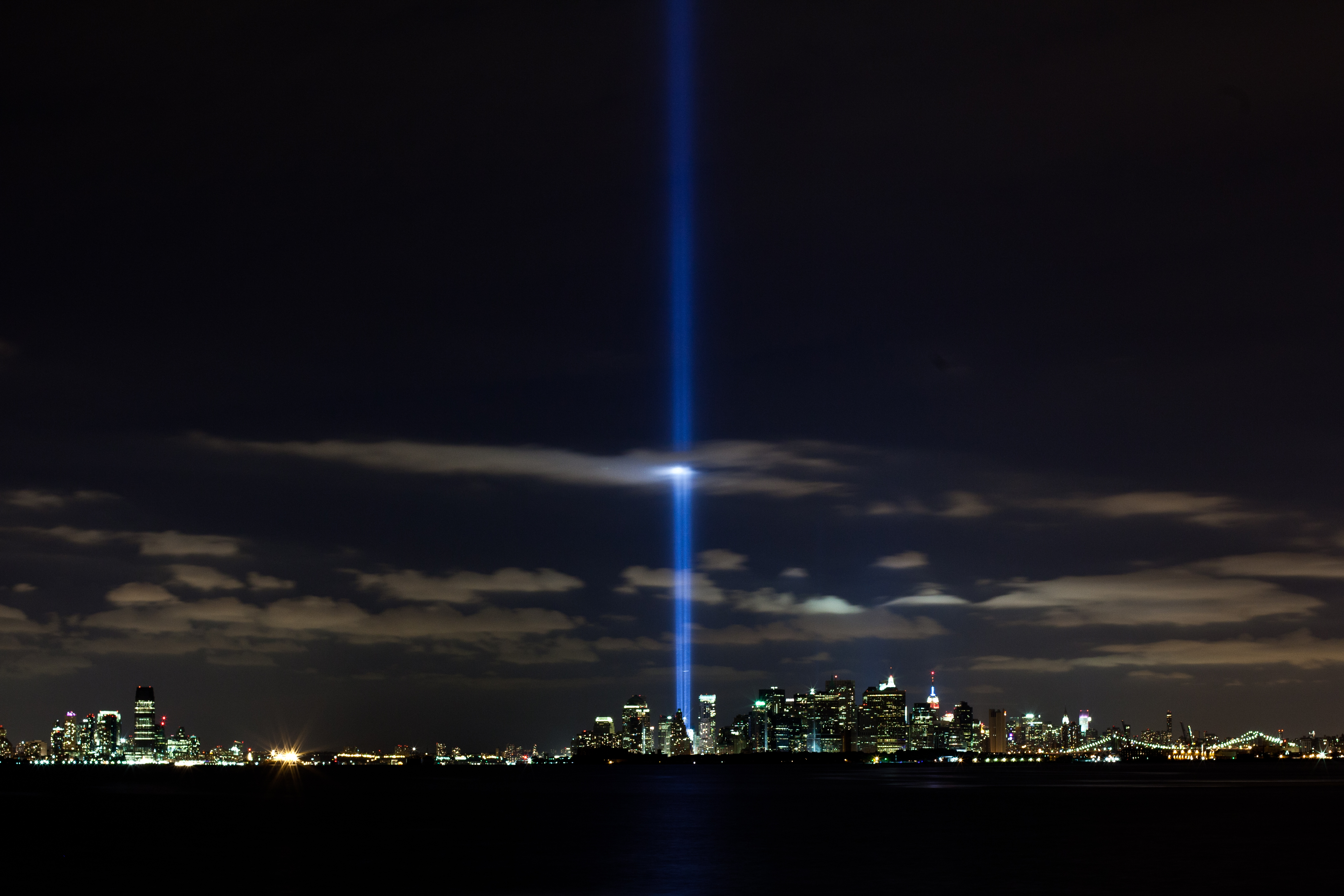
En 2010, visto desde Brooklyn.

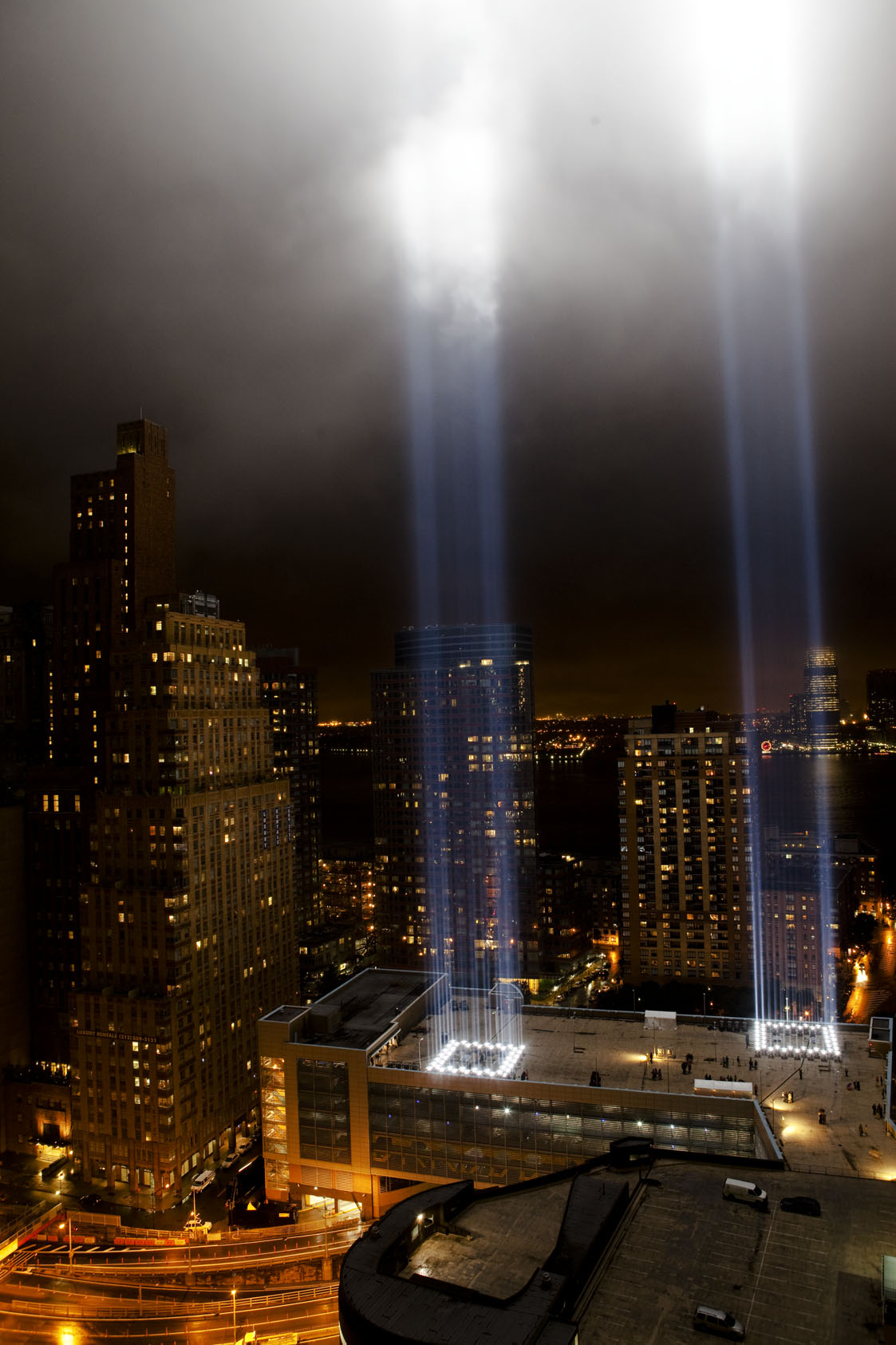
En 2009, vistos desde las oficinas de ProPublica en One Exchange Plaza.

Tribute in Light (literalmente, «Homenaje en Luz») es una instalación de 88 reflectores situada en el sitio del World Trade Center que crean dos columnas verticales de luz en recuerdo de los atentados del 11 de septiembre de 2001. Lo produce anualmente la Municipal Art Society de Nueva York.
Las dos columnas de luz cuestan aproximadamente 1626 dólares por cada veinticuatro horas de uso continuado (suponiendo 0,11 dólares el kWh). Hay un total de 88 focos de xenón (44 para cada torre), cada uno de los cuales consume 7000 vatios.

## Historia
Inicialmente, Tribute in Light funcionó como una instalación temporal del 11 de marzo al 14 de abril de 2002, y se puso en marcha de nuevo en 2003 para recordar el segundo aniversario de los atentados. Desde entonces, se ha repetido el 11 de septiembre de cada año. Se anunció que 2008 sería su último año, pero continuó en 2009.
El 17 de diciembre de 2009 se confirmó que se seguiría realizando este homenaje hasta el décimo aniversario de los atentados, en 2011, pero de nuevo continuó en 2012. Desde julio de 2012, hay planes para que el National September 11 Memorial & Museum asuma el alquiler de la propiedad de la MTA usada durante este homenaje, y para que su gestión se transfiera de la Municipal Art Society a la fundación del memorial.

## Diseño e instalación
A los que trabajaban en el proyecto se les ocurrió el concepto en la semana posterior a los atentados. El 13 de septiembre de 2001, John Englehart, entonces presidente de la empresa de innovación Arnell Group, presentó la idea a los ejecutivos de Consolidated Edison, la empresa eléctrica que da servicio a Nueva York. Los arquitectos John Bennett y Gustavo Bonevardi de PROUN Space Studio distribuyeron su "Proyecto para la reconstrucción inmediata del skyline de Manhattan. Los artistas Julian LaVerdiere y Paul Myoda, que antes del 11 de septiembre estaban trabajando en un proyecto de escultura luminosa en la antena de la torre norte del World Trade Center junto con Creative Time, diseñaron un proyecto llamado Phantom Towers («Torres Fantasma»). La revista The New York Times Magazine les encargó realizar una imagen del proyecto para su portada del 23 de septiembre.
El arquitecto neoyorquino Richard Nash Gould presentó la idea a la Municipal Art Society. El 19 de septiembre, su presidente, Philip K. Howard, escribió al alcalde Rudy Giuliani pidiéndole «que considerara colocar dos grandes luces cerca del lugar del desastre, para que proyectaran su luz hacia el cielo».
Tras alguna consideración, se decidió contactar con expertos en el campo de espectáculos de luces de alta intensidad. Se escogió a una empresa de Las Vegas, Light America, debido a su experiencia en este tipo de instalaciones. Gary Evans, el vicepresidente de Light America, y Michael Burns, el diseñador de Tribute in Light, dijeron que la empresa hizo pruebas de las instalaciones en el Valle de las Vegas antes de llevarlas al sitio del World Trade Center.
El proyecto se iba a llamar originalmente Towers of Light («Torres de Luz»), pero las familias de las víctimas expresaron que sentían que este nombre enfatizaba los edificios destruidos en lugar de las personas que murieron en los atentados.
En noches claras, es posible ver las luces desde más de noventa kilómetros de distancia. Son visibles en todo Nueva York y la mayor parte del norte de Nueva Jersey y Long Island, así como en los condados de Fairfield, Westchester, Orange y Rockland. Las luces se pueden ver claramente desde la terraza del Century Country Club en Purchase, y hacia el oeste hasta el Morris County, en Flanders, al menos hasta la playa de Fire Island en el Condado de Suffolk en Long Island, y hacia el sur hasta Trenton, en el cercano municipio de Hamilton.
Inicialmente se iba a instalar el Tribute in Light de manera permanente en la azotea del One World Trade Center, pero no se hizo debido a que la Durst Organization rediseñó la aguja sin tener en cuenta espacio para dicha instalación.
Desde 2008, los generadores de energía de Tribute in Light se han alimentado con biodiésel hecho de aceite de cocina usado, recogido de restaurantes locales y suministrado por Tri-State Biodiesel.
En 2010 las luces causaron confusión en miles de aves migratorias, que quedaban atrapadas en ellas, por lo que había que apagarlas durante veinte minutos para permitirles escapar. Con tal de que las aves no se vean afectadas, la Municipal Art Society junto con la New York City Audubon tomaron medidas para buscar una solución.

## Apariciones en los medios

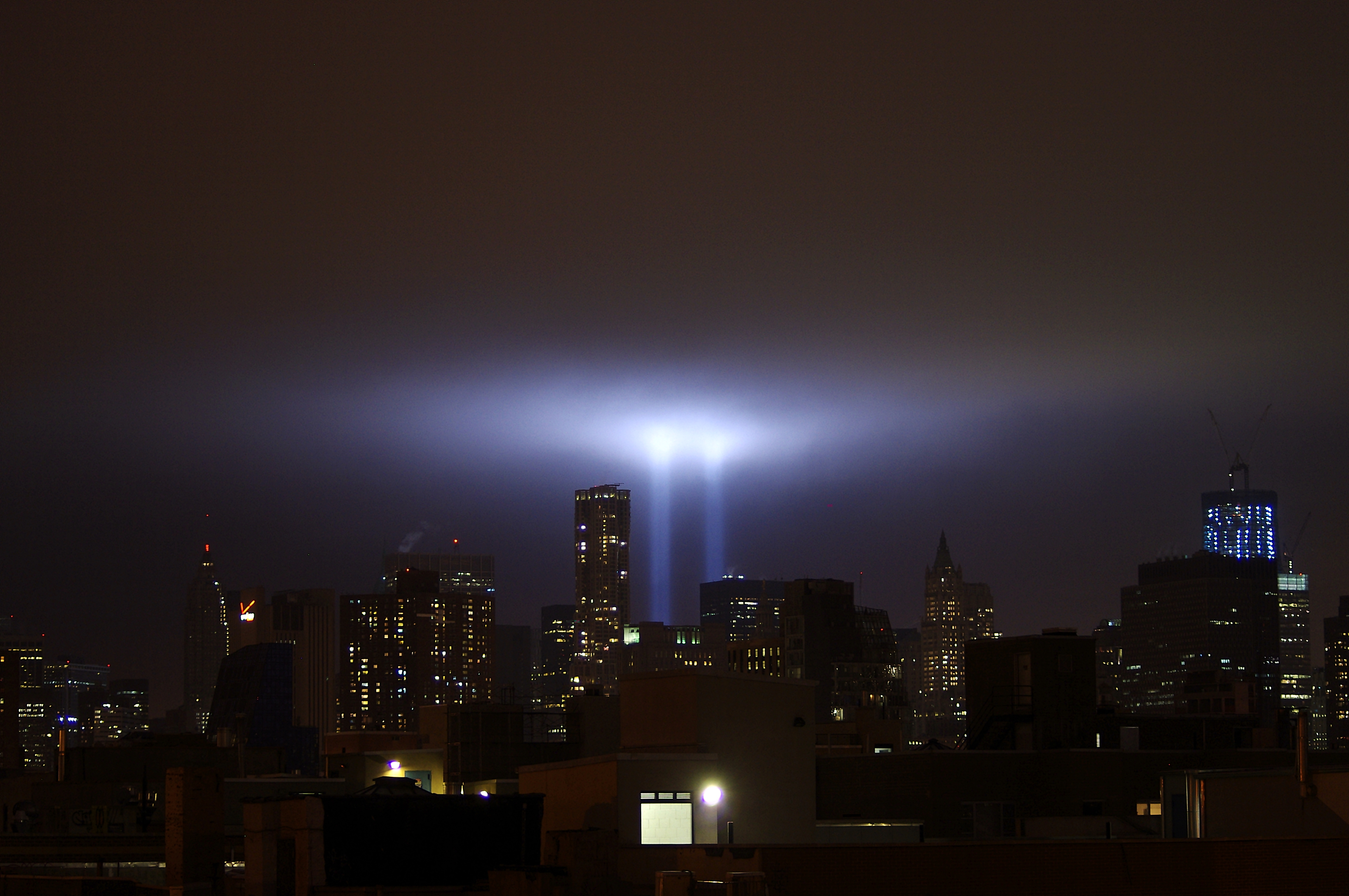
En 2011, visto desde East Village.

El Tribute in Light ha aparecido en el vídeo musical de la canción Color of Love de Boyz II Men. También aparecieron en la secuencia de apertura de la película de Spike Lee 25th Hour (2002). En el videojuego Spider-Man 2 para Xbox, PlayStation 2 y GameCube, aparecían como un memorial virtual.[cita requerida]